# Elecciones primarias de Argentina de 2023
El 13 de agosto de 2023 se realizaron las elecciones primarias, abiertas, simultáneas y obligatorias (PASO) en Argentina, para determinar las candidaturas para los cargos nacionales en las elecciones presidenciales y legislativas del 22 de octubre de 2023.
Cinco fuerzas políticas alcanzaron el mínimo de votos necesarios para participar en las elecciones presidenciales del 22 de octubre. El escrutinio definitivo constató que:
- En la coalición La Libertad Avanza, el candidato único, Javier Milei, obtuvo 29,86% de los votos válidos;
- En la coalición Juntos por el Cambio, la candidata Patricia Bullrich venció a Horacio Rodríguez Larreta, sumando ambos un 28% del total de votos válidos;
- En la coalición Unión por la Patria triunfó el candidato Sergio Massa sobre Juan Grabois, sumando ambos 27,28% de los votos válidos;
- En la coalición Hacemos por Nuestro País resultó confirmado el candidato único Juan Schiaretti, con el 3,71% de los votos válidos;
- En la coalición Frente de Izquierda y de Trabajadores - Unidad, la candidata Myriam Bregman superó a Gabriel Solano, sumando ambos 2,61% de los votos válidos;
- Otras diez fuerzas políticas no alcanzaron el 1,5% de los votos válidos totales necesario para participar en las elecciones generales.[2]

El porcentaje de participación fue del 70,43% del electorado, el más bajo de las cuatro primarias presidenciales desde que se realizara la primera en 2011.

## Desarrollo
En estas elecciones primarias se eligieron los candidatos a presidente de la Nación y a legisladores nacionales (senadores y diputados nacionales). Las primarias tuvieron dos finalidades:
1. Habilitar las fuerzas políticas para competir en las elecciones generales de octubre, para lo cual debían alcanzar un mínimo del 1,5% de los votos válidos. De las quince fuerzas que se presentaron en las PASO, solamente cinco superaron el 1,5% de votantes, quedando habilitadas para participar en las elecciones generales del 22 de octubre: La Libertad Avanza (LLA), Unión por la Patria (UXP), Juntos por el Cambio (JXC), Hacemos por Nuestro País (HXNP) y el Frente de Izquierda y de Trabajadores - Unidad (FIT-U).
2. Definir los candidatos definitivos, cuando en cada coalición hubiera más de un precandidato inscripto para cada uno de los cargos a ser elegidos. Para competir por la Presidencia de la Nación quedaron habilitados cinco personas: Javier Milei (LLA), Patricia Bullrich (JXC), Sergio Massa (UXP), Juan Schiaretti (HXNP) y Myriam Bregman (FIT-U).

Las elecciones para cargos provinciales (gobernadores, diputados provinciales, senadores provinciales, etc.) y municipales (intendentes, concejales, etc.) son independiente de las elecciones para cargos nacionales y pueden o no realizarse en las mismas fechas.
También, estuvieron habilitados para votar los ciudadanos de 16 años y las personas de 15 años que cumplan antes del 22 de octubre (con excepción de la provincia de Córdoba).
Las elecciones primarias, abiertas, simultáneas y obligatorias (PASO) se realizaron el 13 de agosto. Con este sistema, los candidatos fueron elegidos dentro de cada alianza, en un mismo acto eleccionario obligatorio, en el que los ciudadanos pueden votar por cualquier precandidato de cualquier partido, pero solamente pueden emitir un voto. Cuando hay más de un precandidato por alianza, el que obtenga más votos será el elegido como candidato de esa alianza para las elecciones generales, a realizarse dos meses después.
Contó con la particularidad que la Ciudad Autónoma de Buenos Aires (CABA) decidió realizar elecciones primarias para sus propios cargos electivos simultáneamente con las PASO nacionales, utilizando un sistema de voto electrónico que no se utiliza en estas últimas.

## Jornada electoral

### Participación
| Elección                           | Hora  | Hora      | Hora  | Hora  | Hora      | Hora  | Hora  | Hora      | Hora  | Final | Ref(s).                 |
| Elección                           | 12:00 | Variación | 14:00 | 15:00 | Variación | 16:00 | 17:00 | Variación | 18:20 | Final | Ref(s).                 |
| ---------------------------------- | ----- | --------- | ----- | ----- | --------- | ----- | ----- | --------- | ----- | ----- | ----------------------- |
| 2019                               | 30%   | 2%        | 42%   | 48%   | 0%        | 58%   | 66%   | 4.5%      | —     | 76,4% | [ 4 ]                   |
| 2023                               | 28%   | 2%        | —     | 48%   | 0%        | —     | 61,5% | 4.5%      | 66%   | 70,4% | [ 5 ] [ 6 ] [ 7 ] [ 8 ] |
| Fuente: Cámara Nacional Electoral. |       |           |       |       |           |       |       |           |       |       |                         |

## Resultados

### Elecciones presidenciales
Habilitado para las elecciones generales
|  | 100 % |

|  | 29,86 % |

|  | 60,03 % |

|  | 28,00 % |

|  | 39,97 % |

|  | 78,55 % |

|  | 27,28 % |

|  | 21,45 % |

|  | 100 % |

|  | 3,71 % |

|  | 70,21 % |

|  | 2,61 % |

|  | 29,79 % |

|  | 97,73 % |

|  | 0,79 % |

|  | 1,30 % |

|  | 0,78 % |

|  | 0,10 % |

|  | 0,09 % |

|  | 100 % |

|  | 0,65 % |

|  | 100 % |

|  | 0,36 % |

|  | 68,46 % |

|  | 0,34 % |

|  | 31,54 % |

|  | 100 % |

|  | 0,26 % |

|  | 100 % |

|  | 0,21 % |

|  | 100 % |

|  | 0,18 % |

|  | 49,14 % |

|  | 0,10 % |

|  | 36,33 % |

|  | 14,53 % |

|  | 55,15 % |

|  | 0,10 % |

|  | 32,83 % |

|  | 12,02 % |

|  | 100 % |

|  | 0,05 % |

|  | 94,49 % |

|  | 5,51 % |

|  | 98,76 % |

|  | 1,24 % |

|  | 70,43 % |

|  | 29,57 % |

|  | 100 % |

### Elecciones legislativas

#### Cámara de Diputados
|  | 31,21 % |

|  | 100 % |

|  | 28,51 % |

|  | 54,43 % |

|  | 45,57 % |

|  | 21,72 % |

|  | 100 % |

|  | 3,27 % |

|  | 70,11 % |

|  | 29,89 % |

|  | 0,87 % |

|  | 100 % |

|  | 0,58 % |

|  | 100 % |

|  | 0,46 % |

|  | 100 % |

|  | 0,39 % |

|  | 73,00 % |

|  | 27,00 % |

|  | 0,28 % |

|  | 100 % |

|  | 0,24 % |

|  | 100 % |

|  | 0,22 % |

|  | 100 % |

|  | 0,22 % |

|  | 100 % |

|  | 0,11 % |

|  | 100 % |

|  | 0,10 % |

|  | 100 % |

|  | 0,10 % |

|  | 100 % |

|  | 0,09 % |

|  | 82,46 % |

|  | 10,44 % |

|  | 7,10 % |

|  | 0,08 % |

|  | 100 % |

|  | 0,06 % |

|  | 100 % |

|  | 0,06 % |

|  | 100 % |

|  | 0,05 % |

|  | 100 % |

|  | 0,05 % |

|  | 100 % |

|  | 0,03 % |

|  | 100 % |

|  | 0,02 % |

|  | 100 % |

|  | 0,00 % |

|  | 58,53 % |

|  | 41,47 % |

|  | 88,72 % |

|  | 11,28 % |

|  | 99,16 % |

|  | 0,84 % |

|  | 71,07 % |

|  | 100 % |

|  | 47,21 % |

|  | 58,47 % |

|  | 41,53 % |

|  | 23,39 % |

|  | 100 % |

|  | 17,81 % |

|  | 100 % |

|  | 4,95 % |

|  | 79,68 % |

|  | 20,32 % |

|  | 1,30 % |

|  | 100 % |

|  | 0,88 % |

|  | 100 % |

|  | 0,44 % |

|  | 100 % |

|  | 0,29 % |

|  | 100 % |

|  | 0,23 % |

|  | 100 % |

|  | 0,16 % |

|  | 100 % |

|  | 0,14 % |

|  | 100 % |

|  | 0,12 % |

|  | 100 % |

|  | 0,12 % |

|  | 100 % |

|  | 0,11 % |

|  | 100 % |

|  | 0,01 % |

|  | 48,84 % |

|  | 34,88 % |

|  | 16,28 % |

|  | 97,16 % |

|  | 2,84 % |

|  | 99,05 % |

|  | 0,95 % |

|  | 70,49 % |

|  | 100 % |

|  | 38,84 % |

|  | 100 % |

|  | 18,30 % |

|  | 55,07 % |

|  | 44,93 % |

|  | 12,39 % |

|  | 100 % |

|  | 0,90 % |

|  | 100 % |

|  | 0,66 % |

|  | 100 % |

|  | 0,47 % |

|  | 100 % |

|  | 0,19 % |

|  | 100 % |

|  | 0,09 % |

|  | 100 % |

|  | 0,01 % |

|  | 60,00 % |

|  | 40,00 % |

|  | 71,85 % |

|  | 28,15 % |

|  | 99,46 % |

|  | 0,54 % |

|  | 72,42 % |

|  | 100 % |

|  | 34,34 % |

|  | 95,80 % |

|  | 4,20 % |

|  | 25,86 % |

|  | 100 % |

|  | 25,75 % |

|  | 100 % |

|  | 0,87 % |

|  | 100 % |

|  | 0,64 % |

|  | 100 % |

|  | 0,61 % |

|  | 100 % |

|  | 0,44 % |

|  | 100 % |

|  | 0,17 % |

|  | 100 % |

|  | 88,68 % |

|  | 11,32 % |

|  | 99,23 % |

|  | 0,77 % |

|  | 64,32 % |

|  | 100 % |

|  | 37,35 % |

|  | 100 % |

|  | 22,78 % |

|  | 90,44 % |

|  | 9,56 % |

|  | 22,51 % |

|  | 84,25 % |

|  | 10,74 % |

|  | 5,01 % |

|  | 1,79 % |

|  | 100 % |

|  | 0,69 % |

|  | 100 % |

|  | 85,12 % |

|  | 14,88 % |

|  | 97,56 % |

|  | 2,44 % |

|  | 69,66 % |

|  | 100 % |

|  | 32,75 % |

|  | 100 % |

|  | 26,87 % |

|  | 100 % |

|  | 24,95 % |

|  | 73,87 % |

|  | 25,25 % |

|  | 0,88 % |

|  | 7,90 % |

|  | 100 % |

|  | 1,71 % |

|  | 63,71 % |

|  | 36,29 % |

|  | 0,47 % |

|  | 36,47 % |

|  | 22,03 % |

|  | 19,03 % |

|  | 11,56 % |

|  | 10,91 % |

|  | 0,23 % |

|  | 100 % |

|  | 0,19 % |

|  | 100 % |

|  | 0,18 % |

|  | 100 % |

|  | 0,17 % |

|  | 100 % |

|  | 0,16 % |

|  | 100 % |

|  | 0,13 % |

|  | 100 % |

|  | 0,12 % |

|  | 53,54 % |

|  | 23,63 % |

|  | 22,83 % |

|  | 0,11 % |

|  | 54,89 % |

|  | 45,11 % |

|  | 0,09 % |

|  | 100 % |

|  | 96,03 % |

|  | 3,97 % |

|  | 98,82 % |

|  | 1,18 % |

|  | 68,33 % |

|  | 100 % |

|  | 33,03 % |

|  | 100 % |

|  | 28,04 % |

|  | 100 % |

|  | 26,31 % |

|  | 100 % |

|  | 1,31 % |

|  | 59,58 % |

|  | 40,42 % |

|  | 0,63 % |

|  | 100 % |

|  | 0,54 % |

|  | 100 % |

|  | 0,47 % |

|  | 100 % |

|  | 0,31 % |

|  | 100 % |

|  | 90,64 % |

|  | 9,36 % |

|  | 98,98 % |

|  | 1,02 % |

|  | 68,90 % |

|  | 100 % |

|  | 27,71 % |

|  | 100 % |

|  | 25,16 % |

|  | 100 % |

|  | 15,00 % |

|  | 100 % |

|  | 0,47 % |

|  | 100 % |

|  | 0,22 % |

|  | 100 % |

|  | 68,56 % |

|  | 31,44 % |

|  | 98,94 % |

|  | 1,06 % |

|  | 75,53 % |

|  | 100 % |

|  | 44,67 % |

|  | 100 % |

|  | 23,28 % |

|  | 100 % |

|  | 20,91 % |

|  | 63,58 % |

|  | 36,42 % |

|  | 0,60 % |

|  | 100 % |

|  | 0,56 % |

|  | 100 % |

|  | 90,02 % |

|  | 9,98 % |

|  | 99,36 % |

|  | 0,64 % |

|  | 67,65 % |

|  | 100 % |

|  | 32,29 % |

|  | 100 % |

|  | 22,40 % |

|  | 76,57 % |

|  | 21,19 % |

|  | 2,24 % |

|  | 21,78 % |

|  | 39,89 % |

|  | 35,93 % |

|  | 24,18 % |

|  | 9,09 % |

|  | 80,38 % |

|  | 19,62 % |

|  | 1,28 % |

|  | 100 % |

|  | 0,76 % |

|  | 100 % |

|  | 87,60 % |

|  | 12,40 % |

|  | 98,80 % |

|  | 1,20 % |

|  | 74,91 % |

|  | 100 % |

|  | 28,75 % |

|  | 54,28 % |

|  | 45,72 % |

|  | 28,24 % |

|  | 100 % |

|  | 1,87 % |

|  | 67,20 % |

|  | 32,80 % |

|  | 0,58 % |

|  | 100 % |

|  | 59,44 % |

|  | 40,56 % |

|  | 98,86 % |

|  | 1,14 % |

|  | 69,44 % |

|  | 100 % |

|  | 32,40 % |

|  | 100 % |

|  | 29,90 % |

|  | 100 % |

|  | 19,35 % |

|  | 56,44 % |

|  | 43,56 % |

|  | 5,43 % |

|  | 100 % |

|  | 1,07 % |

|  | 55,76 % |

|  | 44,24 % |

|  | 0,41 % |

|  | 100 % |

|  | 0,18 % |

|  | 66,49 % |

|  | 33,51 % |

|  | 88,74 % |

|  | 11,26 % |

|  | 99,06 % |

|  | 0,94 % |

|  | 68,14 % |

|  | 100 % |

|  | 43,84 % |

|  | 100 % |

|  | 27,64 % |

|  | 100 % |

|  | 16,95 % |

|  | 100 % |

|  | 3,07 % |

|  | 78,29 % |

|  | 21,71 % |

|  | 1,55 % |

|  | 100 % |

|  | 1,22 % |

|  | 100 % |

|  | 0,39 % |

|  | 100 % |

|  | 94,66 % |

|  | 5,34 % |

|  | 98,34 % |

|  | 1,66 % |

|  | 72,67 % |

|  | 100 % |

|  | 23,17 % |

|  | 100 % |

|  | 18,34 % |

|  | 65,75 % |

|  | 34,25 % |

|  | 3,22 % |

|  | 100 % |

|  | 1,37 % |

|  | 100 % |

|  | 0,95 % |

|  | 100 % |

|  | 0,58 % |

|  | 100 % |

|  | 47,63 % |

|  | 52,37 % |

|  | 99,37 % |

|  | 0,63 % |

|  | 66,65 % |

|  | 100 % |

|  | 32,28 % |

|  | 100 % |

|  | 20,34 % |

|  | 62,44 % |

|  | 37,56 % |

|  | 16,34 % |

|  | 100 % |

|  | 8,74 % |

|  | 85,38 % |

|  | 14,62 % |

|  | 5,11 % |

|  | 71,88 % |

|  | 28,12 % |

|  | 3,01 % |

|  | 100 % |

|  | 85,82 % |

|  | 14,18 % |

|  | 97,66 % |

|  | 2,34 % |

|  | 76,21 % |

|  | 100 % |

|  | 32,94 % |

|  | 100 % |

|  | 22,02 % |

|  | 100 % |

|  | 18,66 % |

|  | 64,30 % |

|  | 35,70 % |

|  | 8,99 % |

|  | 100 % |

|  | 3,41 % |

|  | 69,68 % |

|  | 30,32 % |

|  | 0,77 % |

|  | 100 % |

|  | 86,79 % |

|  | 13,21 % |

|  | 97,67 % |

|  | 2,33 % |

|  | 70,32 % |

|  | 100 % |

|  | 42,99 % |

|  | 100 % |

|  | 21,86 % |

|  | 50,93 % |

|  | 43,07 % |

|  | 6,00 % |

|  | 15,52 % |

|  | 57,68 % |

|  | 36,10 % |

|  | 4,39 % |

|  | 1,83 % |

|  | 2,33 % |

|  | 100 % |

|  | 2,03 % |

|  | 62,49 % |

|  | 37,51 % |

|  | 1,47 % |

|  | 100 % |

|  | 1,26 % |

|  | 100 % |

|  | 0,67 % |

|  | 100 % |

|  | 0,28 % |

|  | 100 % |

|  | 88,41 % |

|  | 11,59 % |

|  | 99,03 % |

|  | 0,97 % |

|  | 67,24 % |

|  | 100 % |

|  | 30,39 % |

|  | 100 % |

|  | 30,33 % |

|  | 55,24 % |

|  | 44,76 % |

|  | 28,18 % |

|  | 62,81 % |

|  | 37,19 % |

|  | 1,17 % |

|  | 55,45 % |

|  | 44,55 % |

|  | 1,09 % |

|  | 100 % |

|  | 0,60 % |

|  | 100 % |

|  | 0,45 % |

|  | 100 % |

|  | 0,02 % |

|  | 100 % |

|  | 92,23 % |

|  | 7,77 % |

|  | 98,93 % |

|  | 1,07 % |

|  | 71,78 % |

|  | 100 % |

|  | 42,67 % |

|  | 100 % |

|  | 23,39 % |

|  | 56,31 % |

|  | 43,69 % |

|  | 16,94 % |

|  | 100 % |

|  | 2,22 % |

|  | 100 % |

|  | 1,51 % |

|  | 75,51 % |

|  | 24,49 % |

|  | 0,96 % |

|  | 100 % |

|  | 0,52 % |

|  | 100 % |

|  | 0,31 % |

|  | 100 % |

|  | 88,52 % |

|  | 11,48 % |

|  | 98,63 % |

|  | 1,37 % |

|  | 70,12 % |

|  | 100 % |

|  | 17,45 % |

|  | 55,66 % |

|  | 44,34 % |

|  | 11,76 % |

|  | 53,04 % |

|  | 46,96 % |

|  | 4,48 % |

|  | 100 % |

|  | 1,79 % |

|  | 52,18 % |

|  | 47,82 % |

|  | 0,22 % |

|  | 100 % |

|  | 35,70 % |

|  | 64,30 % |

|  | 98,88 % |

|  | 1,12 % |

|  | 70,38 % |

|  | 100 % |

|  | 34,12 % |

|  | 100 % |

|  | 30,32 % |

|  | 63,58 % |

|  | 36,42 % |

|  | 20,34 % |

|  | 100 % |

|  | 3,38 % |

|  | 100 % |

|  | 1,78 % |

|  | 67,33 % |

|  | 32,67 % |

|  | 1,21 % |

|  | 32,10 % |

|  | 24,31 % |

|  | 20,81 % |

|  | 10,00 % |

|  | 6,33 % |

|  | 3,68 % |

|  | 2,77 % |

|  | 0,41 % |

|  | 100 % |

|  | 0,32 % |

|  | 43,25 % |

|  | 35,42 % |

|  | 21,33 % |

|  | 0,31 % |

|  | 100 % |

|  | 0,29 % |

|  | 34,18 % |

|  | 33,84 % |

|  | 31,98 % |

|  | 0,28 % |

|  | 32,92 % |

|  | 24,25 % |

|  | 23,23 % |

|  | 19,60 % |

|  | 0,24 % |

|  | 56,57 % |

|  | 43,43 % |

|  | 0,20 % |

|  | 45,28 % |

|  | 30,75 % |

|  | 23,97 % |

|  | 0,18 % |

|  | 100 % |

|  | 0,08 % |

|  | 100 % |

|  | 0,08 % |

|  | 59,81 % |

|  | 28,90 % |

|  | 11,29 % |

|  | 93,54 % |

|  | 6,46 % |

|  | 97,32 % |

|  | 2,68 % |

|  | 68,31 % |

|  | 100 % |

|  | 48,21 % |

|  | 100 % |

|  | 22,21 % |

|  | 100 % |

|  | 4,34 % |

|  | 100 % |

|  | 4,28 % |

|  | 100 % |

|  | 1,89 % |

|  | 100 % |

|  | 1,20 % |

|  | 32,52 % |

|  | 29,33 % |

|  | 20,48 % |

|  | 17,67 % |

|  | 1,08 % |

|  | 90,63 % |

|  | 9,37 % |

|  | 0.47 % |

|  | 100 % |

|  | 0,25 % |

|  | 100 % |

|  | 0,24 % |

|  | 51,86 % |

|  | 24,44 % |

|  | 23,70 % |

|  | 0,22 % |

|  | 100 % |

|  | 0,18 % |

|  | 75,43 % |

|  | 24,57 % |

|  | 0,13 % |

|  | 100 % |

|  | 0,08 % |

|  | 100 % |

|  | 84,78 % |

|  | 15,22 % |

|  | 99,22 % |

|  | 0,78 % |

|  | 69,75 % |

|  | 100 % |

|  | 29,33 % |

|  | 100 % |

|  | 21,04 % |

|  | 100 % |

|  | 17,67 % |

|  | 54,47 % |

|  | 45,52 % |

|  | 8,40 % |

|  | 100 % |

|  | 3,52 % |

|  | 100 % |

|  | 2,75 % |

|  | 74,16 % |

|  | 25,84 % |

|  | 0.91 % |

|  | 100 % |

|  | 83,62 % |

|  | 16,37 % |

|  | 96,30 % |

|  | 3,70 % |

|  | 71,48 % |

|  | 100 % |

|  | 31,31 % |

|  | 100 % |

|  | 26,68 % |

|  | 100 % |

|  | 22,35 % |

|  | 55,12 % |

|  | 44,88 % |

|  | 1,94 % |

|  | 100 % |

|  | 1,81 % |

|  | 63,01 % |

|  | 36.99 % |

|  | 0,52 % |

|  | 100 % |

|  | 84,61 % |

|  | 15,39 % |

|  | 98,94 % |

|  | 1,06 % |

|  | 74,87 % |

|  | 100 % |

1. ↑  Lista acoplada a la fórmula presidencial Moreno-Fabre.
2. ↑  Lista acoplada a la fórmula presidencial Moreno-Fabre.
3. ↑  Lista acoplada a la fórmula presidencial Moreno-Fabre.
4. ↑  Lista acoplada a la fórmula presidencial Martínez-Souto.
5. ↑  Lista acoplada a la fórmula presidencial Arias-Vera.
6. ↑  Lista acoplada a la fórmula presidencial Ibañez-Ibarra.
7. ↑  Lista acoplada a la fórmula presidencial Ayerbe-Rodríguez.
8. ↑  Lista acoplada a la fórmula presidencial Bárbaro-Pucheta.
9. ↑  Lista acoplada a la fórmula presidencial Etchepare-Lorenzo.
10. ↑  Lista acoplada a la fórmula presidencial Giardinelli-Solernou de Proyecto Joven.
11. ↑  Libres y Socialistas declinó su participación para las elecciones legislativas.[11]
12. ↑  La Unión Celeste y Blanco de Santiago del Estero declinó su participación para las elecciones legislativas.[12]
13. ↑  El Movimiento Libres del Sur de Santiago del Estero declinó su participación para las elecciones legislativas.[13]

#### Senado
- Buenos Aires
- Formosa
- Jujuy
- La Rioja
- Misiones
- San Juan
- San Luis
- Santa Cruz

|  | 31,42 % |

|  | 100 % |

|  | 28,56 % |

|  | 53,78 % |

|  | 46,22 % |

|  | 21,76 % |

|  | 100 % |

|  | 3,25 % |

|  | 70,10 % |

|  | 29,90 % |

|  | 0,87 % |

|  | 100 % |

|  | 0,60 % |

|  | 96,17 % |

|  | 3,83 % |

|  | 0,46 % |

|  | 100 % |

|  | 0,38 % |

|  | 72,14 % |

|  | 27,86 % |

|  | 0,28 % |

|  | 100 % |

|  | 0,24 % |

|  | 100 % |

|  | 0,22 % |

|  | 100 % |

|  | 0,22 % |

|  | 100 % |

|  | 0,12 % |

|  | 100 % |

|  | 0,10 % |

|  | 100 % |

|  | 0,10 % |

|  | 100 % |

|  | 0,09 % |

|  | 81,51 % |

|  | 10,96 % |

|  | 7,53 % |

|  | 0,08 % |

|  | 100 % |

|  | 0,08 % |

|  | 100 % |

|  | 0,06 % |

|  | 100 % |

|  | 0,06 % |

|  | 100 % |

|  | 0,05 % |

|  | 100 % |

|  | 0,05 % |

|  | 100 % |

|  | 0,03 % |

|  | 100 % |

|  | 0,02 % |

|  | 100 % |

|  | 0,01 % |

|  | 46,92 % |

|  | 33,15 % |

|  | 19,93 % |

|  | 0,01 % |

|  | 30,96 % |

|  | 28,87 % |

|  | 21,04 % |

|  | 19,13 % |

|  | 89,12 % |

|  | 10,88 % |

|  | 99,15 % |

|  | 0,85 % |

|  | 71,07 % |

|  | 100 % |

|  | 44,81 % |

|  | 100 % |

|  | 23,74 % |

|  | 100 % |

|  | 20,81 % |

|  | 63,80 % |

|  | 36,20 % |

|  | 0,55 % |

|  | 100 % |

|  | 89,91 % |

|  | 10,09 % |

|  | 99,37 % |

|  | 0,63 % |

|  | 67,65 % |

|  | 100 % |

|  | 32,74 % |

|  | 100 % |

|  | 22,33 % |

|  | 77,42 % |

|  | 20,41 % |

|  | 2,17 % |

|  | 22,01 % |

|  | 39,69 % |

|  | 36,38 % |

|  | 23,93 % |

|  | 9,88 % |

|  | 81,72 % |

|  | 18,28 % |

|  | 1,34 % |

|  | 100 % |

|  | 0,81 % |

|  | 100 % |

|  | 89,11 % |

|  | 10,89 % |

|  | 98,75 % |

|  | 1,25 % |

|  | 74,91 % |

|  | 100 % |

|  | 31,98 % |

|  | 100 % |

|  | 30,82 % |

|  | 100 % |

|  | 19,12 % |

|  | 54,09 % |

|  | 45,91 % |

|  | 5,04 % |

|  | 100 % |

|  | 1,05 % |

|  | 56,29 % |

|  | 43,71 % |

|  | 0,41 % |

|  | 100 % |

|  | 0,18 % |

|  | 60,60 % |

|  | 39,40 % |

|  | 88,60 % |

|  | 11,40 % |

|  | 99,03 % |

|  | 0,97 % |

|  | 68,14 % |

|  | 100 % |

|  | 23,29 % |

|  | 100 % |

|  | 18,47 % |

|  | 65,24 % |

|  | 34,76 % |

|  | 3,14 % |

|  | 100 % |

|  | 1,37 % |

|  | 100 % |

|  | 0,95 % |

|  | 100 % |

|  | 0,56 % |

|  | 100 % |

|  | 47,78 % |

|  | 52,22 % |

|  | 99,33 % |

|  | 0,67 % |

|  | 66,65 % |

|  | 100 % |

|  | 30,54 % |

|  | 55,40 % |

|  | 44,60 % |

|  | 30,47 % |

|  | 100 % |

|  | 28,15 % |

|  | 62,69 % |

|  | 37,31 % |

|  | 1,16 % |

|  | 55,84 % |

|  | 44,16 % |

|  | 1,08 % |

|  | 100 % |

|  | 0,59 % |

|  | 100 % |

|  | 0,47 % |

|  | 100 % |

|  | 0,02 % |

|  | 100 % |

|  | 92,48 % |

|  | 7,52 % |

|  | 98,87 % |

|  | 1,13 % |

|  | 71,78 % |

|  | 100 % |

|  | 42,92 % |

|  | 100 % |

|  | 23,14 % |

|  | 54,85 % |

|  | 45,15 % |

|  | 16,73 % |

|  | 100 % |

|  | 2,23 % |

|  | 100 % |

|  | 1,52 % |

|  | 75,53 % |

|  | 24,47 % |

|  | 0,96 % |

|  | 100 % |

|  | 0,53 % |

|  | 100 % |

|  | 0,31 % |

|  | 100 % |

|  | 88,34 % |

|  | 11,66 % |

|  | 98,63 % |

|  | 1,37 % |

|  | 70,12 % |

|  | 100 % |

|  | 17,31 % |

|  | 100 % |

|  | 11,51 % |

|  | 58,30 % |

|  | 41,70 % |

|  | 5,25 % |

|  | 100 % |

|  | 1,85 % |

|  | 53,11 % |

|  | 46,89 % |

|  | 0,22 % |

|  | 100 % |

|  | 36,14 % |

|  | 63,86 % |

|  | 98,87 % |

|  | 1,13 % |

|  | 70,38 % |

|  | 100 % |

### Elecciones al Parlasur
Luego de la suspensión de las elecciones al Parlamento del Mercosur en 2019, cuando los parlamentarios fueron elegidos por sufragio indirecto, en 2023 se someterán a votación los 43 escaños correspondientes a Argentina. 19 de los parlamentarios serán elegidos por distrito único, en tanto que los otros 24 serán elegidos uno por provincia, a través del sistema de escrutinio mayoritario uninominal.

#### Distrito Nacional
|  | 27,71 % |

|  | 100 % |

|  | 27,46 % |

|  | 59,57 % |

|  | 40,43 % |

|  | 26,24 % |

|  | 100 % |

|  | 3,51 % |

|  | 100 % |

|  | 2,65 % |

|  | 69,75 % |

|  | 30,25 % |

|  | 0,71 % |

|  | 98,54 % |

|  | 1,46 % |

|  | 0,64 % |

|  | 100 % |

|  | 0,35 % |

|  | 100 % |

|  | 0,33 % |

|  | 68,13 % |

|  | 31,87 % |

|  | 0,26 % |

|  | 100 % |

|  | 0,21 % |

|  | 100 % |

|  | 0,18 % |

|  | 100 % |

|  | 0,07 % |

|  | 70,13 % |

|  | 20,82 % |

|  | 9,05 % |

|  | 0,04 % |

|  | 69,96 % |

|  | 30,04 % |

|  | 90,36 % |

|  | 9,64 % |

|  | 98,82 % |

|  | 1,18 % |

|  | 70,43 % |

|  | 29,57 % |

|  | 100 % |

#### Distrito Regional
Se elegirá un cargo por provincia.
Nota: el nombre de lista se aclara sólo en el caso de haber internas en esta u otra categoría.
- Buenos Aires
- Capital Federal
- Catamarca
- Chaco
- Chubut
- Córdoba
- Corrientes
- Entre Ríos
- Formosa
- Jujuy
- La Pampa
- La Rioja
- Mendoza
- Misiones
- Neuquén
- Río Negro
- Salta
- San Juan
- San Luis
- Santa Cruz
- Santa Fe
- Santiago del Estero
- Tierra del Fuego
- Tucumán

|  | 31,22 % |

|  | 100 % |

|  | 28,16 % |

|  | 53,95 % |

|  | 46,05 % |

|  | 21,46 % |

|  | 100 % |

|  | 3,23 % |

|  | 70,16 % |

|  | 29,84 % |

|  | 0,83 % |

|  | 100 % |

|  | 0,58 % |

|  | 96,26 % |

|  | 3,74 % |

|  | 0,45 % |

|  | 100 % |

|  | 0,28 % |

|  | 100 % |

|  | 0,24 % |

|  | 100 % |

|  | 0,22 % |

|  | 100 % |

|  | 0,22 % |

|  | 100 % |

|  | 0,11 % |

|  | 100 % |

|  | 0,10 % |

|  | 100 % |

|  | 0,10 % |

|  | 100 % |

|  | 0,09 % |

|  | 100 % |

|  | 0,09 % |

|  | 81,36 % |

|  | 10,83 % |

|  | 7,81 % |

|  | 0,08 % |

|  | 100 % |

|  | 0,08 % |

|  | 100 % |

|  | 0,06 % |

|  | 100 % |

|  | 0,06 % |

|  | 100 % |

|  | 0,05 % |

|  | 100 % |

|  | 0,05 % |

|  | 100 % |

|  | 0,03 % |

|  | 100 % |

|  | 0,02 % |

|  | 100 % |

|  | 0,01 % |

|  | 57,97 % |

|  | 42,03 % |

|  | 0,00 % |

|  | 33,40 % |

|  | 26,56 % |

|  | 21,53 % |

|  | 18,51 % |

|  | 87,82 % |

|  | 12,18 % |

|  | 99,15 % |

|  | 0,85 % |

|  | 71,07 % |

|  | 100 % |

|  | 47,07 % |

|  | 58,41 % |

|  | 41,59 % |

|  | 23,39 % |

|  | 100 % |

|  | 17,74 % |

|  | 100 % |

|  | 4,94 % |

|  | 79,69 % |

|  | 20,31 % |

|  | 1,30 % |

|  | 100 % |

|  | 0,88 % |

|  | 100 % |

|  | 0,44 % |

|  | 100 % |

|  | 0,29 % |

|  | 100 % |

|  | 0,22 % |

|  | 100 % |

|  | 0,16 % |

|  | 100 % |

|  | 0,14 % |

|  | 100 % |

|  | 0,12 % |

|  | 100 % |

|  | 0,12 % |

|  | 100 % |

|  | 0,11 % |

|  | 100 % |

|  | 0,00 % |

|  | 58,97 % |

|  | 23,08 % |

|  | 17,95 % |

|  | 96,92 % |

|  | 3,08 % |

|  | 99,05 % |

|  | 0,95 % |

|  | 70,49 % |

|  | 100 % |

|  | 38,57 % |

|  | 100 % |

|  | 17,95 % |

|  | 54,44 % |

|  | 45,56 % |

|  | 12,06 % |

|  | 100 % |

|  | 0,81 % |

|  | 100 % |

|  | 0,65 % |

|  | 100 % |

|  | 0,46 % |

|  | 100 % |

|  | 0,17 % |

|  | 100 % |

|  | 0,09 % |

|  | 100 % |

|  | 0,01 % |

|  | 60,00 % |

|  | 40,00 % |

|  | 70,77 % |

|  | 29,23 % |

|  | 99,55 % |

|  | 0,55 % |

|  | 72,42 % |

|  | 100 % |

|  | 32,84 % |

|  | 100 % |

|  | 25,85 % |

|  | 100 % |

|  | 25,67 % |

|  | 100 % |

|  | 0,87 % |

|  | 100 % |

|  | 0,60 % |

|  | 100 % |

|  | 0,17 % |

|  | 100 % |

|  | 86,00 % |

|  | 14,00 % |

|  | 99,27 % |

|  | 0,73 % |

|  | 64,32 % |

|  | 100 % |

|  | 37,07 % |

|  | 100 % |

|  | 22,31 % |

|  | 91,69 % |

|  | 8,31 % |

|  | 22,02 % |

|  | 85,03 % |

|  | 9,96 % |

|  | 5,01 % |

|  | 1,81 % |

|  | 100 % |

|  | 0,65 % |

|  | 100 % |

|  | 83,86 % |

|  | 16,14 % |

|  | 97,57 % |

|  | 2,43 % |

|  | 69,66 % |

|  | 100 % |

|  | 32,73 % |

|  | 100 % |

|  | 26,82 % |

|  | 100 % |

|  | 24,83 % |

|  | 73,85 % |

|  | 25,29 % |

|  | 0,86 % |

|  | 7,90 % |

|  | 100 % |

|  | 1,70 % |

|  | 64,19 % |

|  | 35,81 % |

|  | 0,41 % |

|  | 41,48 % |

|  | 24,39 % |

|  | 21,68 % |

|  | 12,45 % |

|  | 0,23 % |

|  | 100 % |

|  | 0,19 % |

|  | 100 % |

|  | 0,18 % |

|  | 100 % |

|  | 0,17 % |

|  | 100 % |

|  | 0,16 % |

|  | 100 % |

|  | 0,13 % |

|  | 100 % |

|  | 0,12 % |

|  | 53,37 % |

|  | 24,10 % |

|  | 22,53 % |

|  | 0,11 % |

|  | 54,69 % |

|  | 45,31 % |

|  | 0,09 % |

|  | 100 % |

|  | 95,77 % |

|  | 4,23 % |

|  | 98,82 % |

|  | 1,18 % |

|  | 68,33 % |

|  | 100 % |

|  | 32,87 % |

|  | 100 % |

|  | 27,99 % |

|  | 100 % |

|  | 26,28 % |

|  | 100 % |

|  | 1,31 % |

|  | 60,07 % |

|  | 39,93 % |

|  | 0,54 % |

|  | 100 % |

|  | 0,47 % |

|  | 100 % |

|  | 0,31 % |

|  | 100 % |

|  | 89,77 % |

|  | 10,23 % |

|  | 98,99 % |

|  | 1,01 % |

|  | 68,90 % |

|  | 100 % |

|  | 27,10 % |

|  | 100 % |

|  | 25,10 % |

|  | 100 % |

|  | 13,59 % |

|  | 100 % |

|  | 0,47 % |

|  | 100 % |

|  | 0,22 % |

|  | 100 % |

|  | 66,48 % |

|  | 33,52 % |

|  | 98,98 % |

|  | 1,02 % |

|  | 75,53 % |

|  | 100 % |

|  | 44,64 % |

|  | 100 % |

|  | 23,29 % |

|  | 100 % |

|  | 20,45 % |

|  | 64,73 % |

|  | 35,27 % |

|  | 0,55 % |

|  | 100 % |

|  | 88,93 % |

|  | 11,07 % |

|  | 99,36 % |

|  | 0,64 % |

|  | 67,65 % |

|  | 100 % |

|  | 32,20 % |

|  | 100 % |

|  | 22,06 % |

|  | 77,27 % |

|  | 20,55 % |

|  | 2,18 % |

|  | 21,45 % |

|  | 40,03 % |

|  | 36,20 % |

|  | 23,77 % |

|  | 8,93 % |

|  | 79,49 % |

|  | 20,51 % |

|  | 1,25 % |

|  | 100 % |

|  | 0,79 % |

|  | 100 % |

|  | 86,68 % |

|  | 13,32 % |

|  | 98,79 % |

|  | 1,21 % |

|  | 74,91 % |

|  | 100 % |

|  | 28,54 % |

|  | 54,80 % |

|  | 45,20 % |

|  | 28,00 % |

|  | 100 % |

|  | 1,88 % |

|  | 66,58 % |

|  | 33,42 % |

|  | 0,58 % |

|  | 100 % |

|  | 59,00 % |

|  | 41,00 % |

|  | 98,81 % |

|  | 1,19 % |

|  | 69,44 % |

|  | 100 % |

|  | 31,97 % |

|  | 100 % |

|  | 29,79 % |

|  | 100 % |

|  | 18,86 % |

|  | 55,74 % |

|  | 44,26 % |

|  | 5,03 % |

|  | 100 % |

|  | 1,10 % |

|  | 54,42 % |

|  | 45,58 % |

|  | 0,39 % |

|  | 100 % |

|  | 0,17 % |

|  | 64,53 % |

|  | 35,47 % |

|  | 87,31 % |

|  | 12,69 % |

|  | 99,04 % |

|  | 0,96 % |

|  | 68,14 % |

|  | 100 % |

|  | 43,80 % |

|  | 100 % |

|  | 27,54 % |

|  | 100 % |

|  | 16,82 % |

|  | 100 % |

|  | 3,07 % |

|  | 78,17 % |

|  | 21,83 % |

|  | 1,54 % |

|  | 100 % |

|  | 1,20 % |

|  | 100 % |

|  | 0,39 % |

|  | 100 % |

|  | 94,36 % |

|  | 5,64 % |

|  | 98,34 % |

|  | 1,66 % |

|  | 72,67 % |

|  | 100 % |

|  | 23,10 % |

|  | 100 % |

|  | 18,20 % |

|  | 65,91 % |

|  | 34,09 % |

|  | 3,04 % |

|  | 100 % |

|  | 1,32 % |

|  | 100 % |

|  | 0,96 % |

|  | 100 % |

|  | 0,58 % |

|  | 100 % |

|  | 47,20 % |

|  | 52,80 % |

|  | 99,35 % |

|  | 0,65 % |

|  | 66,65 % |

|  | 100 % |

|  | 32,11 % |

|  | 100 % |

|  | 20,23 % |

|  | 62,30 % |

|  | 37,70 % |

|  | 16,25 % |

|  | 100 % |

|  | 8,32 % |

|  | 85,09 % |

|  | 14,91 % |

|  | 5,09 % |

|  | 71,94 % |

|  | 28,06 % |

|  | 3,01 % |

|  | 100 % |

|  | 85,01 % |

|  | 14,99 % |

|  | 97,67 % |

|  | 2,33 % |

|  | 76,21 % |

|  | 100 % |

|  | 32,83 % |

|  | 100 % |

|  | 21,91 % |

|  | 100 % |

|  | 18,51 % |

|  | 64,25 % |

|  | 35,75 % |

|  | 8,62 % |

|  | 100 % |

|  | 3,38 % |

|  | 69,58 % |

|  | 30,42 % |

|  | 0,76 % |

|  | 100 % |

|  | 86,01 % |

|  | 13,99 % |

|  | 97,67 % |

|  | 2,33 % |

|  | 70,32 % |

|  | 100 % |

|  | 41,43 % |

|  | 100 % |

|  | 21,45 % |

|  | 50,70 % |

|  | 43,39 % |

|  | 5,91 % |

|  | 15,00 % |

|  | 57,60 % |

|  | 36,29 % |

|  | 4,24 % |

|  | 1,87 % |

|  | 2,11 % |

|  | 100 % |

|  | 2,07 % |

|  | 60,73 % |

|  | 39,27 % |

|  | 1,52 % |

|  | 100 % |

|  | 1,28 % |

|  | 100 % |

|  | 0,68 % |

|  | 100 % |

|  | 0,30 % |

|  | 100 % |

|  | 85,84 % |

|  | 14,16 % |

|  | 99,04 % |

|  | 0,96 % |

|  | 67,24 % |

|  | 100 % |

|  | 30,38 % |

|  | 100 % |

|  | 30,12 % |

|  | 54,96 % |

|  | 45,04 % |

|  | 27,97 % |

|  | 62,51 % |

|  | 37,49 % |

|  | 1,17 % |

|  | 55,41 % |

|  | 44,59 % |

|  | 1,08 % |

|  | 100 % |

|  | 0,59 % |

|  | 100 % |

|  | 0,45 % |

|  | 100 % |

|  | 0,02 % |

|  | 100 % |

|  | 91,78 % |

|  | 8,22 % |

|  | 98,93 % |

|  | 1,07 % |

|  | 71,78 % |

|  | 100 % |

|  | 42,55 % |

|  | 100 % |

|  | 23,17 % |

|  | 56,51 % |

|  | 43,49 % |

|  | 16,59 % |

|  | 100 % |

|  | 2,22 % |

|  | 100 % |

|  | 1,51 % |

|  | 75,30 % |

|  | 24,70 % |

|  | 0,96 % |

|  | 100 % |

|  | 0,50 % |

|  | 100 % |

|  | 0,31 % |

|  | 100 % |

|  | 87,81 % |

|  | 12,19 % |

|  | 98,62 % |

|  | 1,38 % |

|  | 70,12 % |

|  | 100 % |

|  | 16,64 % |

|  | 100 % |

|  | 11,03 % |

|  | 56,83 % |

|  | 43,17 % |

|  | 4,33 % |

|  | 100 % |

|  | 1,76 % |

|  | 52,09 % |

|  | 47,91 % |

|  | 0,21 % |

|  | 100 % |

|  | 33,97 % |

|  | 66,03 % |

|  | 98,88 % |

|  | 1,12 % |

|  | 70,38 % |

|  | 100 % |

|  | 34,08 % |

|  | 100 % |

|  | 30,15 % |

|  | 63,76 % |

|  | 36,24 % |

|  | 20,30 % |

|  | 100 % |

|  | 3,35 % |

|  | 100 % |

|  | 1,77 % |

|  | 67,32 % |

|  | 32,68 % |

|  | 1,21 % |

|  | 31,81 % |

|  | 24,42 % |

|  | 20,88 % |

|  | 10,19 % |

|  | 6,38 % |

|  | 3,51 % |

|  | 2,81 % |

|  | 0,40 % |

|  | 100 % |

|  | 0,31 % |

|  | 44,21 % |

|  | 34,79 % |

|  | 21,00 % |

|  | 0,31 % |

|  | 100 % |

|  | 0,29 % |

|  | 32,92 % |

|  | 24,25 % |

|  | 23,57 % |

|  | 19,26 % |

|  | 0,28 % |

|  | 34,31 % |

|  | 33,11 % |

|  | 32,58 % |

|  | 0,24 % |

|  | 57,18 % |

|  | 42,82 % |

|  | 0,20 % |

|  | 44,94 % |

|  | 30,85 % |

|  | 24,21 % |

|  | 0,17 % |

|  | 100 % |

|  | 0,08 % |

|  | 100 % |

|  | 0,08 % |

|  | 58,95 % |

|  | 29,80 % |

|  | 11,25 % |

|  | 93,22 % |

|  | 6,78 % |

|  | 97,31 % |

|  | 2,69 % |

|  | 68,31 % |

|  | 100 % |

|  | 48,42 % |

|  | 100 % |

|  | 22,06 % |

|  | 100 % |

|  | 4,27 % |

|  | 100 % |

|  | 4,26 % |

|  | 100 % |

|  | 1,90 % |

|  | 100 % |

|  | 1,20 % |

|  | 32,52 % |

|  | 29,17 % |

|  | 20,61 % |

|  | 17,70 % |

|  | 0,98 % |

|  | 90,05 % |

|  | 9,95 % |

|  | 0,47 % |

|  | 100 % |

|  | 0,24 % |

|  | 100 % |

|  | 0,23 % |

|  | 51,62 % |

|  | 24,23 % |

|  | 24,15 % |

|  | 0,22 % |

|  | 100 % |

|  | 0,18 % |

|  | 75,41 % |

|  | 24,59 % |

|  | 0,13 % |

|  | 100 % |

|  | 0,08 % |

|  | 100 % |

|  | 84,64 % |

|  | 15,36 % |

|  | 99,22 % |

|  | 0,78 % |

|  | 69,75 % |

|  | 100 % |

|  | 29,22 % |

|  | 100 % |

|  | 20,71 % |

|  | 100 % |

|  | 17,62 % |

|  | 54,67 % |

|  | 45,33 % |

|  | 3,58 % |

|  | 100 % |

|  | 2,84 % |

|  | 73,33 % |

|  | 26,67 % |

|  | 0,93 % |

|  | 100 % |

|  | 74,90 % |

|  | 25,10 % |

|  | 97,38 % |

|  | 2,62 % |

|  | 71,48 % |

|  | 100 % |

|  | 30,88 % |

|  | 100 % |

|  | 26,41 % |

|  | 100 % |

|  | 21,47 % |

|  | 53,73 % |

|  | 46,27 % |

|  | 1,85 % |

|  | 100 % |

|  | 1,79 % |

|  | 62,58 % |

|  | 37,42 % |

|  | 0,51 % |

|  | 100 % |

|  | 82,91 % |

|  | 17,09 % |

|  | 98,98 % |

|  | 1,02 % |

|  | 74,87 % |

|  | 100 % |

1. ↑  Lista acoplada a la fórmula presidencial Giardinelli-Solernou de Proyecto Joven.
2. ↑  Libres y Socialistas declinó su participación para las elecciones al Parlasur.[11]
3. ↑  La Unión Celeste y Blanco de Santiago del Estero declinó su participación para las elecciones al Parlasur.[12]
4. ↑  El Movimiento Libres del Sur de Santiago del Estero declinó su participación para las elecciones al Parlasur.[13]

## Evaluaciones
Estas elecciones PASO marcaron una serie de situaciones inéditas en la historia política argentina:
- El peronismo hizo su peor elección acerca de cargos presidenciales en toda su historia, obteniendo solo el 27% del total de los votos válidos, por debajo de su piso histórico de 37% y quedando como tercera fuerza por primera vez en su historia.[14]
- Fue la primera vez que un candidato outsider (no peronista ni radical, o asociado) logró la mayoría de los votos por fuera de las estructuras políticas tradicionales de Argentina. Además, el primer puesto alcanzado significó la primera victoria electoral de Javier Milei desde que se presentó como candidato en 2021.[15]
- Asimismo, hace 113 años que una fuerza política no asociada al peronismo o al radicalismo obtuvo la victoria a nivel nacional. Esto no sucedía desde las elecciones presidenciales de 1910, con la victoria de Roque Sáenz Peña perteneciente al (hoy desaparecido), Partido Autonomista Nacional.
- Posterior a la elección se dio una brusca devaluación oficial del peso; que sumado a los días previos totalizó en agosto en el orden del 30%.[16] La medida estaba pensada para el viernes post-elección (18 de agosto). Sin embargo fue precipitada por la caída en bonos del 17% y los USD 2 300 millones de operaciones de contado con liqui y la intensa demanda del FMI por una devaluación del 30% para aprobar nuevos préstamos.[17][18] De esta forma, la caída de la moneda argentina fue análoga a lo sucedido en 2019, cuando se vio una depreciación del 23% del peso tras las PASO de ese mismo año.[16]